# 한국식품명인협회
한국전통식품명인협회는 전통식품의 품질 향상과 명인의 제품개발 연구 해외시장 개척 홍보, 명인업체 친목 도모 등 목적으로 2004년 5월 28일 설립된 대한민국 농림수산식품부 소관의 사단법인이다. 사무실은 서울특별시 강남구 테헤란로 5길 51-20 에 있다.

## 주요 사업
- 선진지 견학
- 공동판매부스 운영
- 정보교환을 위한 워크숍 개최
- 식품명인제도 활성화 사업
- 식품명인체험홍보관 운영